# Marina del Rey
Marina del Rey ist ein census-designated place (CDP) im Los Angeles County im US-Bundesstaat Kalifornien. Das U.S. Census Bureau hat bei der Volkszählung 2020 eine Einwohnerzahl von 11.373 ermittelt.
Der Ort befindet sich an der Pazifikküste im Los Angeles County und ist vor allem wegen seines großen künstlich angelegten Freizeithafens mit Anlegeplätzen für 5.300 Boote bekannt. Die Verwaltung des Orts erfolgt durch das County.

## Geographie
Marina del Rey liegt südöstlich von Venice und nördlich von Playa del Rey nahe der Mündung des Ballona Creek. Der Flughafen Los Angeles befindet sich etwa sechs Kilometer südlich. Der Ort wird vollständig von Los Angeles umschlossen. Insbesondere befindet sich der schmale Marina Peninsula genannte Strandstreifen zwischen dem Pazifik und dem Ort innerhalb der Stadtgrenzen von Los Angeles.
Nach Angaben des United States Census Bureau hat Marina del Rey eine Fläche von 3,8 km², von denen 2,3 km² Landfläche und 1,5 km² Wasserfläche sind.
Der Hafen, nach dem der Ort benannt ist, wurde künstlich angelegt und ist mit Ankerplätzen für Freizeitboote und sonstige kleine Boote ausgestattet. Er wird von Hochhäusern mit Eigentumswohnungen, Hotels, Geschäften und Restaurants umgeben. In Marina del Rey befindet sich zudem das Information Sciences Institute der University of Southern California und die Internet Corporation for Assigned Names and Numbers, welche für die Vergabe von Internet-Domains zuständig ist.

## Demographie
Nach dem Census 2000 hatte Marina del Rey 8.176 Einwohner, 5.315 Haushalte und 1.520 Familien. Die Bevölkerungsdichte betrug 3.587,2/km². Es gab 6.321 Wohngebäude, was eine durchschnittliche Dichte von 2.773,4/km² ergibt. Von den Einwohnern waren 82,46 % europäischer Abstammung, 4,68 % Afroamerikaner, 0,16 % amerikanische Ureinwohner, 8,21 % Asiaten, 0,16 % pazifische Insulaner, 1,3 % anderer Herkunft. 3,03 % gehörten mehr als einer der vorgenannten Gruppen an. 5,34 % waren Hispanics.
Das mittlere Haushaltseinkommen betrug 68.447 US-Dollar und das mittlere Familieneinkommen lag bei 84.390 US-Dollar. Männer hatten ein mittleres Einkommen 66.928 US-Dollar gegenüber 51.854 US-Dollar bei Frauen. Das mittlere Prokopfeinkommen betrug 58.530 US-Dollar. Ungefähr 6,5 % der Familien und 8,8 % der Bevölkerung befanden sich unterhalb der Armutsgrenze; darunter 9,6 % der unter 18-Jährigen und 6,2 % der über 64-Jährigen.

## Verwaltung
Marina del Rey wird vom Los Angeles County verwaltet. Der gesamte Grund und Boden und die Wasserfläche befinden sich im Eigentum des Countys, der langfristige Nutzungsverträge mit Privatpersonen abschließt. Zuständige Polizeibehörde ist das Los Angeles County Sheriff’s Department.

## Geschichte
Vor der Einrichtung des Hafens befanden sich im Gebiet des heutigen Ortes hauptsächlich Salzwiesen, die vor allem zur Entenjagd genutzt wurden. Das Land wurde despektierlich als Watt bezeichnet, war aber eher einem Feuchtgebiet ähnlich.
Bereits Mitte des 19. Jahrhunderts entstand der Plan, in dem Gebiet einen kommerziellen Hafen zu erbauen. Eine 1888 zu diesem Zweck gegründete Entwicklungsfirma ging jedoch bereits nach drei Jahren in Konkurs.

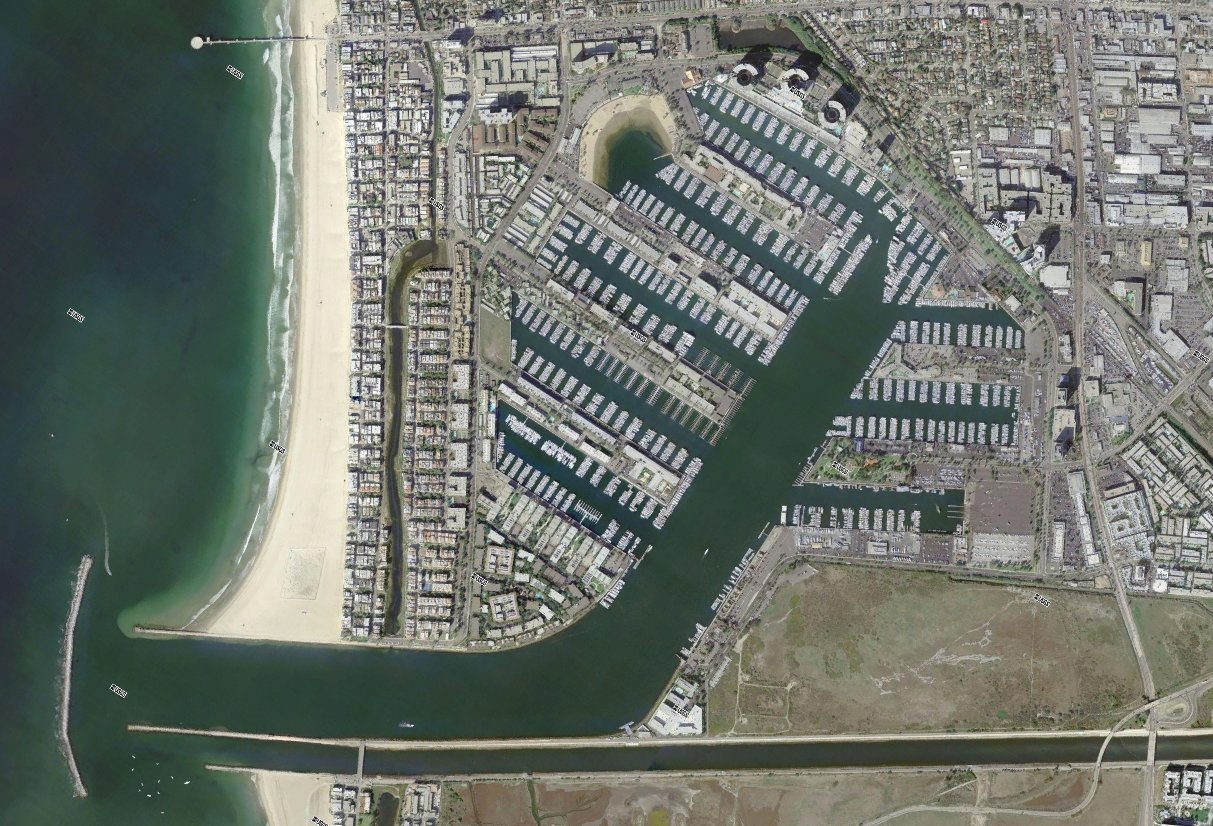
Blick auf den Hafen von Marina del Rey

1916 untersuchte das United States Army Corps of Engineers nochmals den Plan, einen Hafen zu erbauen, kam jedoch zu dem Ergebnis, dass dies unökonomisch wäre. Auf Anordnung des US-Kongresses wurde 1936 eine zweite Untersuchung durchgeführt, die zu einem anderen Ergebnis führte. Dennoch wurde einem Hafenprojekt in San Pedro (Los Angeles) der Vorzug gegeben. Die eigentlich für Marina del Rey vorgesehenen Gelder flossen in den Ausbau dieses Hafens.
Im Jahr 1953 nahm das Los Angeles County Kreditmittel in Höhe von zwei Millionen Dollar auf, um das Hafenprojekt endlich verwirklichen zu können. Die Mittel deckten jedoch nur die Hälfte des für den Beginn der Arbeiten erforderlichen Kapitals, so dass es noch eines Bundesgesetzes bedurfte. Die Gründungsarbeiten begannen kurz nach Erlass des Gesetzes.
Unmittelbar vor Abschluss der Bauarbeiten wurde der fast fertige Hafen im Winter 1962/1963 von einem Wintersturm schwer in Mitleidenschaft gezogen. Es entstand ein Millionenschaden an der Anlage. Daraufhin wurde der Bauplan um eine schützende Mole erweitert, für deren Errichtung der County weitere zwei Millionen Dollar aufbringen musste. Die offizielle Eröffnung des Hafens erfolgte am 10. April 1965. Die Gesamtkosten beliefen sich auf ca. 36 Millionen Dollar. Heute ist der Hafen eine der größten Einnahmequellen des Countys.
Am 28. Dezember 1983 ertrank Dennis Wilson, Mitglied der Band The Beach Boys, am Liegeplatz seiner ehemaligen Segelyacht im Yachthafen von Marina del Rey.